# Controller Pak

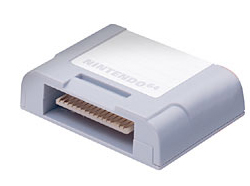

Controller Pak är ett originaltillbehör till spelkonsolen Nintendo 64. Controller Pak tillåter vissa spel att kunna sparas på detta minneskort som iförs under handkontrollen. Tillbehöret kan anses vara något överflödigt då de flesta spel till N64 (även vissa SNES-spel och några NES-spel) har inbyggda RAM-minnen som drivs av små batterier eller små chip som möjliggör sparande av speldata.